# Herminie, Pennsylvania
Herminie, Pennsylvania (енгл. Herminie) насељено је место без административног статуса у америчкој савезној држави Пенсилванија.

## Демографија
По попису из 2010. године број становника је 789, што је 67 (-7,8%) становника мање него 2000. године.
| Група             | 2000.       | 2010.       |
| Белци             | 835 (97,5%) | 765 (97,0%) |
| Афроамериканци    | 2 (0,2%)    | 5 (0,6%)    |
| Азијати           | 4 (0,5%)    | 2 (0,3%)    |
| Хиспаноамериканци | 13 (1,5%)   | 13 (1,6%)   |
| Укупно            | 856         | 789         |